# Mini Moni Telephone! Rin Rin Rin
Minimoni Telephone! Rin Rin Rin / Minimoni Bus Guide (ミニモニ。テレフォン! リンリンリン/ミニモニ。バスガイド) es el segundo sencillo de Minimoni. Ha sido lanzado en 12 de septiembre del 2001 siendo vendido 341,560 de copias. El sencillo alcanzó el primer puesto en la lista semanal de Oricon durante 16 semanas, convirtiéndolo en el segundo sencillo consecutivo del grupo musical en alcanzar el primer puesto en la lista semanal de Oricon.

## Video musical
Las cuatro integrantes de aquel grupo musical de Minimoni aparecen cantando y bailando en diversos lugares a animación 3D hecho dentro de computadora, al principio estando en un cuarto con un televisor llevando su título de nombre grupal en japonés de color amarillo saltando con fondo de color azul, después en una ocasión donde aparecieron sólo Tsuji, Kago y Yaguchi detrás de ambas muchachas cuando ellas tuvieron su corto momento de tomar leche para resultado que expresan su disgusto ante dicha bebida, luego estando en un bosque con el cielo azul y nubes blancas con la forma de un caracol, luego llegan las cuatro juntas con locura a una ciudad a jugar con las cámaras tomándose fotos haciendo varias poses divertidas.
El antepenúltimo escenario es cuando el grupo bailan encima de un telefóno rosado gigante, llegando a partes finales por terminar el video musical aparecen bailando sobre un arcoíris (Con múltiples clones de las miembros que las acompañan también haciendo la misma acción) y finalmente regresan al primer escenario de dicho videoclip.
El escenario que más llamó la atención de este videoclip era el momento donde llega la escena donde Kago y Tsuji aparecen entusiasmadas presentándose ellas mismas con sus pares de dedos índices dirigiendo al frente diciendo "Kago-Chan Desu!" "Tsuji-Chan Desu!".

## Lista de canciones
Todas las pistas son escritas por Tsunku y arreglo de Konishi Takao

#### CD sencillo
1. Mini Moni Telephone Rin Rin Rin
2. Mini Moni Bus Guide
3. Mini Moni Telephone Rin Rin Rin (Instrumental)
4. Mini Moni Bus Guide (Instrumental)

#### Single V (VHS, DVD)
1. Mini Moni Telephone RIn Rin Rin
2. Mini Moni Bus Guide
3. Mini Moni Telephone RIn Rin Rin (Minna de Odorimashou! Version) (みんなで踊りましょう!ヴァージョン)

## Miembros Destacados
- Nozomi Tsuji
- Ai Kago
- Mari Yaguchi
- Mika Todd

## Ranking de Oricon
| Lun | Mar | Mier | Jue | Vie | Sab | Dom | Puesto Semanal | Ventas  |
| --- | --- | ---- | --- | --- | --- | --- | -------------- | ------- |
| -   | 1   | 1    | 1   | 1   | 1   | 1   | 1              | 171,190 |
| 1   | 5   | 6    | 5   | 4   | 4   | 4   | 4              | 46,990  |
| 4   | 5   | 11   | 13  | 9   | 6   | 4   | 7              | 31,250  |
| 6   | 14  | 13   | 11  | 9   | 6   | 6   | 7              | 18,830  |
| 6   | 7   | 17   | 16  | 13  | 9   | 9   | 9              | 16,420  |
| 9   | 18  | 19   | 17  | 17  | 15  | 15  | 16             | 13,370  |
| 16  | -   | -    | -   | -   | -   | -   | 26             | 10,240  |
| -   | -   | -    | -   | -   | -   | 20  | 30             | 8,280   |